# Lizzobangers
Lizzobangers é o álbum de estreia da cantora estadunidense Lizzo. Foi lançado pela Totally Gross National Product em 15 de outubro de 2013. Em 2014, foi relançado pela Virgin Records.

## Lançamento e promoção

### Lançamento
O álbum foi lançado pela Totally Gross National Product em 15 de outubro de 2013. Em 2014, foi relançado pela Virgin Records.
Em 2019, o álbum foi removido de todos os serviços de streaming e varejistas digitais, para ajudar na campanha de Lizzo para artista revelação no Grammy Awards de 2020. Um mês após a cerimônia, em 21 de fevereiro de 2020, o álbum retornou aos serviços de streaming.

### Videoclipes
Videoclipes foram lançados para "Batches & Cookies", "Faded", "Bus Passes and Happy Meals", e "Paris". A revista Impose incluiu o vídeo de "Batches & Cookies" na lista "Melhores Vídeos de 2013".

## Produção
Lizzobangers foi produzido por Lazerbeak e Ryan Olson. Algumas batidas do álbum são tiradas do álbum Lava Bangers, do Lazerbeak, de 2012.

## Análise da crítica
| Críticas profissionais | Críticas profissionais |
| Pontuações agregadas   | Pontuações agregadas   |
| Fonte                  | Avaliação              |
| ---------------------- | ---------------------- |
| Metacritic             | 85/100                 |
| Avaliações da crítica  |                        |
| Fonte                  | Avaliação              |
| Drowned in Sound       | 8/10                   |
| The Guardian           | [ 16 ]                 |
| MusicOMH               | [ 17 ]                 |

No Metacritic, que atribui uma pontuação média ponderada de 100 para as críticas, o álbum recebeu uma pontuação média de 85, com base em 5 avaliações, indicando "aclamação universal".
Dylan Kilby, da MusicOMH, deu ao álbum 4 estrelas de 5, descrevendo-o como "um álbum triunfante de uma artista e mulher extraordinárias". Killian Fox do The Guardian deu ao álbum 4 estrelas de 5, dizendo: "Às vezes alegremente sem sentido, as rimas do fluxo de consciência de Lizzo também podem ser letalmente pontiagudas."
Star Tribune colocou o álbum em primeiro lugar na lista "Twin Cities Critics Tally 2013".